# Without You I'm Nothing: B-Sides
Without You I'm Nothing: B-Sides è una raccolta del gruppo musicale Placebo, pubblicata dalla Elevator Lady il 25 settembre 2015.
Contiene B sides (tutte strumentali a parte la breve Mars Landing Party, cantata in lingua francese) e remix già precedentemente pubblicati nei singoli estratti dal loro secondo album Without You I'm Nothing.

## Tracce
1. Pure Morning (Les Rythmes Digitales Remix) – 5:40
2. Every You Every Me (Jimmy Cauty's Infected by the Scourge of the Earth Mix) – 3:57
3. Needledick – 1:13
4. Ion – 4:07
5. Without You I'm Nothing (UNKLE Remix) (feat. David Bowie) – 5:08
6. The Innocence of Sleep – 3:45
7. Leeloo – 5:19
8. Without You I'm Nothing (Brothers in Rhythm Club Mix) (feat. David Bowie) – 10:51
9. Mars Landing Party – 1:45
10. Aardvark – 3:00

## Formazione
- Brian Molko – voce, chitarra, basso
- Stefan Olsdal – basso, chitarra; tromba in Aardvark
- Steve Hewitt – batteria, percussioni